# Шафеев, Рафаэль Рашидович
Рафаэль Рашидович Шафеев (род. 29 октября 1992, Волгоград) — российский футбольный судья. В прошлом футболист, племянник актёра Камиля Ларина.
Обслуживать футбольные матчи Шафеев начал в сезоне 2015/16, когда получал назначения на матчи молодёжного первенства. В первом матче своей судейской карьеры он показал 6 жёлтых карточек футболистам молодёжных команд «Ростова» и «Рубина», ростовчане победили своих соперников со счётом 3:1.
В сезоне 2016/17 Шафеев дебютировал в роли арбитра матча ПФЛ, в 2018 году провёл первый матч в Кубке России, а с 2021 года работает на матчах ФНЛ (Первой лиги).